# Іжевський мотозавод
Іже́вський мотозаво́д — відкрите акціонерне товариство, одне з найбільших підприємств військово-промислового комплексу Росії. Підприємство створює складну продукцію практично всім видам та родам військ Збройних сил РФ: системи й агрегати управління ракетними комплексами, прилади та устаткування для високоточної зброї, апаратуру спеціального зв'язку, радіотехнічні системи, комплексні апаратні машини зв'язку, ЕОМ спеціального призначення. Окрім цього на підприємстві випускаються цивільна техніка: медичне та енергозберігальне устаткування, товари народного споживання, сільськогосподарська та залізнична техніка, автокомпоненти.

## Історія
Завод був заснований в 1933 році, коли він почав серійно випускати перші радянські мотоцикли ІЖ-7, ІЖ-8, ІЖ-9 та ІЖ-12. В роки Другої світової війни завод випускав кулемети «Максим», а після війни перейшов на випуск мисливської зброї. В 1946 році за участю інтернованих інженерів та головного конструктора фірми DKW Германа Вебера, був налагоджений випуск мотоцикла Іж-350, що був копією німецького мотоцикла DKW NZ 350. На цьому заводі також була випущена невелика партія (1500 штук) відомого АК-47. З утворенням в Радянському Союзі ракетної галузі ВПК, завод був перепрофільований на виробництво оборонної наукомісткої продукції.
У середині 1950-х років завод приступив до серійного випуску електронно-модулюючої станції «Електрон», яка використовувалась під час проведення складних досліджень ракетно-космічних систем. Одночасно на заводі створювались рахунково-вирішувальні прилади для самохідних установок «Астра», «Шилка», «Ваза».
Тоді ж підприємство стало учасником реалізації двох важливих державних програм — засвоєння космічного простору та створення ракетно-ядерного щита країни. Згідно з першою програмою на заводі була виготовлена апаратура зв'язку та телеметричних вимірів для забезпечення польоту в космос Юрія Гагаріна в 1961 році, а також почато серійний випуск засобів приймання та автоматичної обробки телеметричної інформації. Випускались радіотелеметричні комплекси швидкої дії БРС-1, РТС-1, машини приймання та реєстрації інформації МА-9 (з модифікаціями МА-9 МК, МА-9 МКЛЗС, МА-9 МКЛ, МА-9 МКТ) та машини обробки інформації МО-9. Завод брав участь в реалізації космічних програм «Восток», «Венера», «Марс», «Салют», «Мир», «Союз», «Прогрес», «Фобос», «Союз-Аполлон», «Буран-Енергія», «МКС» та інші.
Друга програма проходила за 3 етапи. Перший — серійний випуск командних приладів та системи управління для оперативно-тактичних ракет 8К-11 та 8К-14. В середині 1960-х років організований випуск бортової апаратури системи управління для оснащення ракети «Темп-С». Другий етап — оснащення ракетним озброєнням атомних підводних човнів проєктів 941 та 667. Третій етап — організація виробництва наземної апаратури управління ракетними комплексами «Тополь» на початку 1990-х років.
За досягнуті успіхи в освоєнні та організації виробництва ракетної та космічної техніки завод нагороджений орденом Леніна (1961), орденом Трудового Червоного Прапора (1970) та орденом Жовтневої Революції (1976). 1994 року на заводі було проведено акціонування, у підприємства з'явились дочірні товариства.
У 2023 році Рада національної безпеки і оборони України застосувала санкції до Іжевського мотозаводу строком на 10 років.

## Мотоцикли
- Іж-350 (1946—1951) випущено 127 090 екз.
- Іж-49 (1951—1956) випущено 507 603 екз.
- Іж-56 (1956—1962) випущено 677 428 екз.
- Іж Юпітер (1961—1966) випущено 447 747 екз.
- Іж Планета (1962—1966) випущено 405 303 екз.
- Іж Планета-2 (1965—1971) випущено 246 486 екз.
- Іж Юпітер-2 (1965—1971) випущено 766 487 екз.
- Іж Планета Спорт (1973—1984) випущено 215 210 екз.
- Іж Планета-3 (1970—1977) випущено 478 496 екз.
- Іж Планета-3-01 (1977—1981) випущено 400 842 екз.
- Іж Планета-3-02 (1981—1985) випущено 216 101 екз.
- Іж Юпітер-3 (1971—1977) випущено 296 711 екз.
- Іж Юпітер-3-01 (1977—1980) випущено 471 246 екз.
- Іж Юпітер-3-02 (1979—1981) випущено 254 316 екз.
- Іж Юпітер-4 (1982—1985) випущено 1 068 678 екз.
- Іж Планета-4 (1983—1987) випущено 167 092 екз.
- Іж Планета-5 і модифікації (1987—2008)
- Іж Юпітер-5 і модифікації (1985—2008)
- Іж Планета-6
- Іж Планета-7
- Іж Юнкер (1999—2005)
- Іж Корнет
- Іж Оріон